# یونا اوبرسکی
 یونا اوبرسکی (هلندی: Jona Oberski؛ زاده ۲۰ مارس ۱۹۳۸) یک نویسنده، و فیزیک‌دان اهل هلند است.
فیلم :Jonah Who Lived in the Whale
کتاب ها :چیلد هود ،